# Ангелы ада на колёсах
«Ангелы ада на колёсах» (англ. Hells Angels On Wheels) — фильм 1967 года режиссёра Ричарда Раша с Адамом Роарком и Джеком Николсоном в главных ролях.
В России встречается перевод названия «Мотоангелы ада».

## Сюжет
Одинокий байкер по кличке Поэт работает заправщиком на бензоколонке. В один из дней в городе появляется группировка байкеров «Ангелы ада». После ссоры с клиентом хозяин бензоколонки увольняет Поэта. Он решает присоединиться к «Ангелам». На стоянке один из байкеров, Бык нечаянно роняет мотоцикл Поэта. Тот требует от него оплатить стоимость разбитой фары, после чего завязывается драка, которую разнимает глава байкеров Бадди.
Путешествуя по дорогам, байкеры ввязываются в различные неприятности. Между Поэтом и Шилл, девушкой Бадди, завязывается любовные отношения. В парке развлечений четверо матросов избивают Поэта. Бадди и байкеры находят их и мстят, но в драке погибает один из матросов. Теперь байкеров преследует полиция.
Бадди сообщает байкерам, что теперь они все находятся под подозрением, и хотя байкеры могут быть оправданы, так как погибший матрос нападал на них с ножом, но все же призывает всех быть скромнее.
Но жизнь байкеров не оставляет им выбора: завязывается очередная драка, в которой Поэт спасает Бадди. Тем временем Поэт и Шилл успевают полюбить друг друга, что не нравится Бадди.
Бадди заявляет что Шилл - его собственность, хотя и законы группировки гласят, что принадлежит одному, то принадлежит и всем. Шилл признается Поэту, что она ждёт ребенка от Бадди. Но Поэт отвечает, что хочет жениться на ней и даже готов воспитывать ребенка от Бадди.
Бадди нападает на Поэта. В драке Шилл бросает безоружному Бадди баллонный ключ, тем самым встав на его сторону. Поэт бросает оружие и уходит из группировки. Бадди преследует его, но разбивается на мотоцикле.

## В ролях
- Адам Роарк — Бадди
- Джек Николсон — Поэт
- Сабрина Шарф — Шилл
- Яна Тейлор — Эбигейл
- Ричард Андерс — Бык
- Джон Гарвуд — Джоко
- И. Джей Джеферсон — Жемчужинка
- Байкеры мотоклуба «Ангелы ада» - Ангелы ада
- Сонни Баргер — президент мотоклуба «Ангелы ада»